# Metanalyse

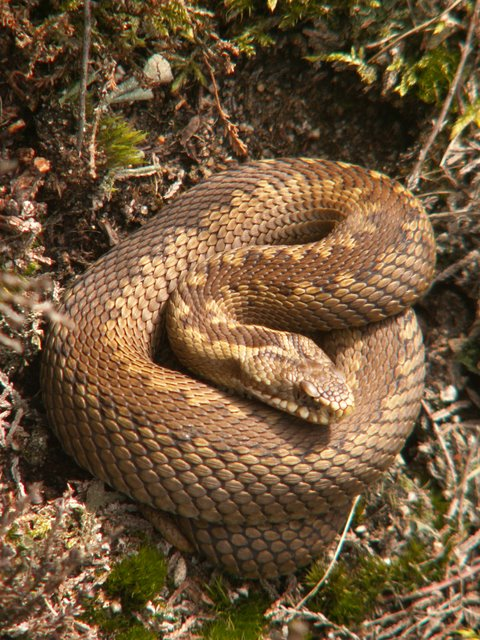
De nadder verloor door metanalyse een n.

Metanalyse (het woord is bedacht door Otto Jespersen, en wellicht door middel van crasis afgeleid van meta-analyse) is een taalkundige term voor het verschijnsel dat taalgebruikers de vorm van een woord soms verkeerd opvatten, en daardoor nieuwe woordvormen creëren. Die nieuwe vormen kunnen ingang vinden in het taalgebruik, en zijn dan aanvaard. De normatieve aanduiding "verkeerd interpreteren" is daarmee eigenlijk niet op haar plaats; de taalkunde spreekt liever van "herinterpreteren".
Bij metanalyse vindt gedurende langere tijd een herinterpretatie van de grenzen binnen en tussen woorden plaats, waardoor klanken van een woord of een zinsdeel aan een ander gedeelte van het woord of van de zin toegeschreven worden. Hierdoor ontstaan binnen een taal nieuwe woordvormen.
Voorbeelden van metanalyse vinden we in woorden als tenen (teen was oorspronkelijk het meervoud van tee, maar werd als enkelvoud gezien), zeis (zeisen was oorspronkelijk een enkelvoudsvorm, maar werd als meervoud gezien), naarstig (verwant met ernstig, waarbij de eind-n van het lidwoord den als deel van het zelfstandig naamwoord gezien werd) en arreslee (van nar, waarbij de -n van het zelfstandig naamwoord als deel van het lidwoord den gezien werd).

## Morfologische grenzen

### Grenzen tussen woorden
Woorden zijn in een zin van elkaar gescheiden door grenzen. Die grenzen hoor je meestal niet; geen spreker laat tussen ieder woord in zijn zin pauzes vallen. Die pauzes zijn er wel in de (hedendaagse) geschreven taal; ze worden weergegeven door spaties. Dát een zin uit verschillende woorden bestaat, en dát we in geschreven taal dus spaties moeten gebruiken, kunnen we op verschillende manieren constateren. Een woord is te verplaatsen binnen een zin; het valt van zijn buurwoord te scheiden; het kan van vorm veranderen:
- Gisteren ben ik geslaagd – Ik ben gisteren geslaagd – Geslaagd bén ik, gisteren
(verplaatsing).
- Ze wonen in een oud huis – Ze wonen in een groot oud huis 
(scheiding).
- Ze wonen in een oud huis – Ze woonden in goede oude huizen 
(allerlei vormveranderingen).

Soms is het voor taalgebruikers moeilijk te beoordelen waar het ene woord ophoudt en het andere begint. Dat blijkt in de schrijftaal. Samenstellingen, die uit slechts één woord bestaan, worden vaak losgeschreven, dus ten onrechte als twee woorden. Er wordt dan een onjuiste grens gelegd.

### Grenzen binnen woorden
Maar ook binnen een woord kunnen afgrenzingen bestaan. Dit is het geval als zo'n woord bestaat uit meerdere vormelementen met elk een eigen betekenis of functie, ofwel morfemen.
- Hij werk|te op het land 
(terwijl werk- het sóórt handeling aangeeft, verduidelijkt -te de werkwoordstijd).
- Kijk! Daar heb je de goed|e man! 
(terwijl goed- een eigenschap aangeeft, is -e hier noodzakelijk voor de verbinding met man).
- Jouw eis|en zijn overdreven 
(terwijl eis- aangeeft om welk soort eenheid het gaat, maakt -en er meervoud van).

In deze voorbeelden voegden de eindmorfemen respectievelijk verleden tijd, combinatiemogelijkheid en meervoud toe, maar er zijn veel meer soorten morfemen. Ze hebben overigens niets met lettergrepen te maken; als we een Nederlands woord in lettergrepen verdelen, doen we dat heel anders dan wanneer we het analyseren in morfemen.

## Vormen van metanalyse
Grenzen tussen woorden én grenzen binnen woorden zijn in een vroeger stadium van de taal ontstaan; maar ze worden door de taalgebruiker niet altijd herkend, en dan kan metanalyse ontstaan: de grens wordt geherinterpreteerd of zelfs geheel genegeerd.

### Stapelmeervoud
Soms wordt een meervoudsvorm niet meer herkend als meervoud.
- teen was vroeger tee|n
Ons woord teen is verwant met het Engelse toe, en evenals zijn Engelse tegenhanger had het oorspronkelijk geen -n: het was een tee, waarvan mensen er meerdere hebben, aan iedere voet vijf teen. Maar die meervoudsvorm teen werd niet meer herkend; men ging denken dat het slechts één exemplaar betrof, en zette er nog een meervoudsmorfeem achter: vijf tenen. Zo'n meervoud, dat historisch beschouwd dus twee meervouden is (tee|n|en), noemt men een stapelmeervoud.
- Een ander voorbeeld is schoen, oorspronkelijk schoe. Ook verschillende meervouden op -eren zijn stapelmeervouden: ei|er|en, kalv|er|en.

### Pseudomeervoud
Het kan ook andersom. Dan wordt een woord juist wél voor een meervoud aangezien, terwijl het dat niet is.
- zeis was vroeger zeisen
In het dialect van Stijn Streuvels wordt beschreven hoe iemand een klaverveld maait met zijn zeisen: het is slechts één werktuig.[2] In het Standaardnederlands is daarvan allang zeis gemaakt: men heeft een morfeemgrens verondersteld, terwijl het woord in werkelijkheid ongeleed was. En bij dat veronderstelde meervoud heeft men een nieuw enkelvoud zeis gemaakt. Zo werd zeisen alsnog meervoud.
Maar wanneer Streuvels nu schrijft "Zij moesten hun zeisens gaan halen",[3] dan gebruikt hij dus géén stapelmeervoud. Hij zet gewoon het oorspronkelijke woord in het meervoud: zeisen|s. Historisch is dat correct.
- Andere voorbeelden zijn raaf (vanouds was raven enkelvoud) en els (een werktuig: het oude enkelvoud was elsen). Dit zijn voorbeelden van retrograde vorming; al zijn niet alle voorbeelden van "terugvorming" ook gevallen van metanalyse.

### N-annexatie
Voor veel verwarring hebben lidwoord en voornaamwoorden gezorgd. Ons een eindigt op een -n; maar dat gold ook voor de oude vorm den en voor het verouderde dien, en nog steeds voor mijn en zijn. Dit gaf grensproblemen tússen die woorden en sommige andere, die erop volgden in de zin. Het verschijnsel is niet alleen historisch: in de gesproken hedendaagse zin
- Z'nacht was welverdiend!

is de grens zonder nadere uitleg moeilijk te bepalen: gaat het om zijn acht, een welverdiend cijfer, of om zijn nacht, waarin hem een welverdiend feest werd aangeboden?
In de taalgeschiedenis hebben zulke problemen zich herhaaldelijk voorgedaan, en dat valt aan diverse woorden te zien. Die woorden hebben een begin-n- gekregen, waarop ze eigenlijk geen recht hadden; die hebben ze geannexeerd van het voorgaande woord.
- Wij kennen nog steeds het woord ernst. Toch werd het in het Middelnederlands geherinterpreteerd: den | ernst werd de | nernst, nernst werd neernst en later neerst, en daarvan werd neerstig of naarstig gevormd.[4] De n-- is dus een oud geval van annexatie, die zich in vele vormveranderingen heeft gehandhaafd. Iets vergelijkbaars gebeurde bij de woorden nijver (uit ijver) en noest (uit oest, dat teruggaat op oogst). Hier is niet een deel van het lidwoord, maar de -n van het voorzetsel in geannexeerd.[5]
- Het gewestelijke nonkel is ontleend aan het Franse oncle, en de n- is er pas in het Nederlands bijgekomen: m'n | onkel werd me | nonkel.[4]
- De plaats Noorden heette in 1396 Oerde (oerd = oord): de n- is waarschijnlijk afkomstig van de aanduiding Ten Oorden.[6]
- Het Engels kent dit verschijnsel ook: an | ewt (een soort amfibie) werd a | newt.[7]

### N-verlies
De verwarring rond de n- kon ook juist resulteren in n-verlies. Dan begon een woord weliswaar met een n-, maar de taalgebruiker dacht dat die klank bij het voorafgaande woord hoorde.
- Als men vroeger met een slee het ijs op ging, dan "liep men met de nar (of narrenslee)". Het was een vrolijk (zot) tafereel: allemaal belletjes, fleurige kleding, en vandaar het morfeem nar.[8] Maar het verband met de nar werd vergeten, men dacht dat de n bij het voorafgaande woord hoorde, en de | narrenslee werd den | arreslee.
- Evenzo was een aak (in "rijnaak") vroeger een naak. De n- werd niet meer als bestanddeel van het woord onderkend.[4]
- Onze okkernoot was in de 13e eeuw nog een nokernote; die eerste n- is terug te vinden in het Latijnse nucarius.[9]
- De adder had in de 12e eeuw nog een nevenvorm nadre, waarin de n- van het Latijnse origineel (natrix) nog voorkomt, evenals in het Duits (Natter). In het Engels heeft dezelfde ontwikkeling plaatsgevonden.[10]

### R-annexatie
In de plaatsnaam Rijsel, de Nederlandse naam van de Franse stad Lille, is de R- afkomstig van een voorafgaand woord: de stad heette in het Nederlands oorspronkelijk Ter IJssel. Hetzelfde is gebeurd bij de Friese buurtschap De Rijlst in Scharsterland. In beide gevallen werd de -r uit de samentrekking ter niet meer herkend.

### Metanalyse bij leenwoorden
Metanalyse komt ook voor bij het proces van ontlening: leenwoorden worden dan in de taal ingevoerd met een klank erbij die ze in de uitlenende taal niet hadden; of er is juist een klank weggelaten, die er in de uitlenende taal wel was.
l-annexatie
Lommer komt uit het Frans, maar dan van ombre; het lidwoord l'  werd erbij geleend, blijkbaar doordat het niet als apart lidwoord werd herkend, en zo werd l'ombre tot lommer. Hier trad dus l-annexatie op zodra het woord de Nederlandse woordenschat binnenkwam.
l-verlies
In het Frans zelf vinden we juist een voorbeeld van l-verlies: het Arabische lazaward of lazuward werd via het Latijn in het Frans geleend, maar de l- werd als lidwoord opgevat, en men maakte er asur van, later azur.
Maar er vond nog een parallelle ontlening plaats: het Perzische ladjeward behield zijn l-, onder andere in lapis lazuli, dat in verschillende Europese talen voorkomt, óók in het Frans.
Ons lazuur hebben wij niet aan het Frans ontleend, maar door de Franse metanalyse van azur hebben wij nu twee woorden naast elkaar: azuur en lazuur.
verlies van een vermeend lidwoord
Het Nederlandse spijt is ontleend aan het Frans: het begin van het Oud-Franse despit werd als het lidwoord de geïnterpreteerd en vervolgens weggelaten.

### Metanalyse in andere talen
Metanalyse komt niet alleen in het Nederlands voor, zoals al bleek uit de bespreking van het Franze azur.
verlies van een slot-s
In het Engels, dat een groot deel van de huidige woordenschat aan het Latijn en het Frans heeft ontleend, kwam nogal eens herinterpretatie voor als een leenwoord op een -s eindigde. Het Oudengels leende van het Latijnse pisum een woord pease, "erwt". Hoewel dat woord nog bestaat, is de -s later ook als meervoud opgevat, en men ging een nieuw enkelvoud, pea, gebruiken. Bij de ontlening van het Franse cerise in het Middelengels is de s als meervoud opgevat en weggelaten, waardoor cherry ontstond.
el- of al-annexatie
In vele talen zijn Arabische woorden ontleend compleet met het lidwoord, dat in de lenende taal onmiddellijk deel ging uitmaken van het leenwoord: al|gebra, al|chemie, el|ixer. In het laatste woord werd de a vervangen door een e.
s-annexatie
Het Indonesisch kent geen meervoudsvormen, maar nam uit het Nederlands het woord karcis over ("kaartje"; de -c- wordt als "tj" uitgesproken). Blijkbaar is de -s niet als meervoudsvorm geïnterpreteerd.

## Volksetymologie en metanalyse
Indien de woordvorm (en met name de afgrenzing tussen woorden of morfemen) wordt geherinterpreteerd op grond van andere vormen in hetzelfde zinsverband, spreken we van metanalyse.
Bij volksetymologie daarentegen wordt de vreemde woordvorm geherinterpreteerd (onjuist opgevat, niet herkend), en men zoekt onbewust een bekende woordvorm, die men ervoor in de plaats stelt.